# Futebol nos Jogos Olímpicos de Verão de 1952
O torneio de futebol nos Jogos Olímpicos de Verão de 1952 foi realizado entre 15 de julho e 2 de agosto em Helsinque e em outras quatro cidades finlandesas.
A grande surpresa do torneio foi a eliminação da equipe britânica logo na fase preliminar. Ainda mais surpeendente foi o rival que a derrotou, a fraca equipe de Luxemburgo. A medalha de ouro ficou com o time da Hungria liderada por um dos gênios do esporte, Ferenc Puskás.

## Masculino
| Ouro. | Prata. | Bronze. |
| Hungria Gyula Grosics Jenő Buzánszky Mihály Lantos Nándor Hidegkuti József Bozsik Gyula Lóránt Sándor Kocsis Péter Palotás József Zakariás Ferenc Puskás Zoltán Czibor Jenõ Dalnoki Imre Kovács László Budai Lajos Csordás | Iugoslávia Vladimir Beara Branko Stanković Tomislav Crnković Zlatko Čajkovski Ivan Horvat Vujadin Boškov Tihomir Ognjanov Rajko Mitić Bernard Vukas Stjepan Bobek Branko Zebec Dušan Cvetković Milorad Diskić Ratko Čolić Slavko Luštica Zdravko Rajkov Vladimir Čonč Vladimir Firm | Suécia Karl Svensson Lennart Samuelsson Erik Nilsson Ingvar Rydell Olle Åhlund Bengt Gustavsson Gösta Lindh Sylve Bengtsson Gösta Löfgren Yngve Brodd Gösta Sandberg Holger Hansson |

### Fase preliminar
| 15 de julho de 1952 | Lahti   | Iugoslávia      | 10-1 | Índia          |
| 15 de julho de 1952 | Lahti   | Polônia         | 2-1  | França         |
| 15 de julho de 1952 | Turku   | Romênia         | 1-2  | Hungria        |
| 15 de julho de 1952 | Tampere | Dinamarca       | 2-1  | Grécia         |
| 16 de julho de 1952 | Lahti   | Luxemburgo      | 5-3  | Reino Unido    |
| 16 de julho de 1952 | Turku   | Países Baixos   | 1-5  | Brasil         |
| 16 de julho de 1952 | Kotka   | União Soviética | 2-1  | Bulgária       |
| 16 de julho de 1952 | Tampere | Itália          | 8-0  | Estados Unidos |
| 16 de julho de 1952 | Kotka   | Egito           | 5-4  | Chile          |

### Primeira fase
| 19 de julho de 1952 | Lahti   | Finlândia  | 3-4 | Áustria               |
| 20 de julho de 1952 | Turku   | Alemanha   | 3-1 | Egito                 |
| 20 de julho de 1952 | Kotka   | Brasil     | 2-1 | Luxemburgo            |
| 20 de julho de 1952 | Tampere | Iugoslávia | 5-5 | União Soviética       |
| 21 de julho de 1952 | Lahti   | Hungria    | 3-0 | Itália                |
| 21 de julho de 1952 | Lahti   | Turquia    | 2-1 | Antilhas Neerlandesas |
| 21 de julho de 1952 | Turku   | Dinamarca  | 2-0 | Polônia               |
| 21 de julho de 1952 | Tampere | Suécia     | 4-1 | Noruega               |

#### Desempate
| 22 de julho de 1952 | Tampere | Iugoslávia | 3-1 | União Soviética |

### Quartas de final
| 23 de julho de 1952 | Suécia                                | 3 – 1     | Áustria   | Töölön Pallokenttä, Helsínquia                  |
| 19:00               | Sandberg 80' · Brodd 85' · Rydell 87' | Relatório | Grohs 40' | Público: 12 564 Árbitro: ITA Vincenzo Orlandini |

| 24 de julho de 1952 | Alemanha Ocidental                          | 4 – 2 (pro.) | Brasil                 | Töölön Pallokenttä, Helsínquia            |
| 19:00               | Schröder 75', 96' · Klug 89' · Zeitler 120' | Relatório    | Larry 12' · Zózimo 74' | Público: 11 451 Árbitro: ENG Arthur Ellis |

| 24 de julho de 1952 | Hungria                                                                   | 7 – 1     | Turquia   | Kotkan Urheilukeskus, Kotka                |
|                     | Palotás 18' · Kocsis 32', 90' · Lantos 48' · Puskás 54', 72' · Bozsik 70' | Relatório | Guder 57' | Público: 4 743 Árbitro: FIN Waldemar Karni |

| 25 de julho de 1952 | Iugoslávia                                                       | 5 – 3     | Dinamarca                               | Töölön Pallokenttä, Helsínquia              |
| 19:00               | Čajkovski 19' · Ognjanov 35' · Vukas 41' · Bobek 78' · Zebec 81' | Relatório | Lundberg 63' · Seebach 85' · Hansen 87' | Público: 11 456 Árbitro: FIN Waldemar Karni |

### Semifinais
| 28 de julho | Hungria                                                               | 6 – 0     | Suécia | Olympiastadion, Helsinque                 |
| 19:00       | Puskás 1' · Palotás 16' · Lindh 36' · Kocsis 65', 69' · Hidegkuti 67' | Relatório |        | Público: 30 471 Árbitro: ENG William Ling |

| 29 de julho | Iugoslávia                    | 3 – 1     | Alemanha        | Olympiastadion, Helsinque                        |
| 19:00       | Mitić 3', 25' · Čajkovski 30' | Relatório | Stollenwerk 12' | Público: 25 821 Árbitro: FIN Wolf Waldemar Karni |

### Disputa pelo bronze
| 1 de agosto | Suécia                   | 2 – 0     | Alemanha | Olympiastadion, Helsinque                       |
| 19:00       | Rydell 11' · Löfgren 86' | Relatório |          | Público: 28 470 Árbitro: ITA Vincenzo Orlandini |

### Final
| 2 de agosto | Iugoslávia | 0 – 2     | Hungria                 | Olympiastadion, Helsinque                 |
| 19:00       |            | Relatório | Puskás 70' · Czibor 88' | Público: 58 553 Árbitro: ENG Arthur Ellis |